# Trolejbusová doprava v Geře

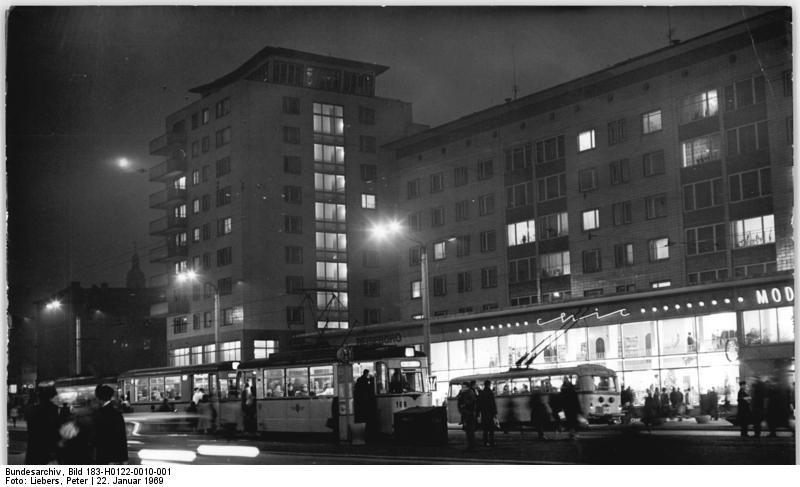
Tramvaj a trolejbus v ulice Straße der Republik

Východodurynská Gera byla jedním z mnoha měst v Německu, kde byla v provozu trolejbusová doprava. V Geře existovala jediná linka mezi lety 1939 a 1977.
Gera se stala prvním městem v Durynsku, kde začaly jezdit trolejbusy. Stalo se tak 2. listopadu 1939 na 4,7 km dlouhé trati z centra města (dnešní Platz der Republik) přes Markt a městskou část Leumnitz ke kasárnám v Dornaer Straße. Pro provoz byly zakoupeny dva trolejbusy s karoserií Büssing a výzbrojí Schumann. Trolejbusová linka tak nahradila linku autobusovou, která po stejné trase jezdila od roku 1935. Původní plány ale počítaly s tramvajemi, projekt tramvajové dráhy ale byl zrušen kvůli 6 % stoupání na Nicolaiberg. Válku přečkala trolejbusová linka bez jakékoliv změny. Další nové trolejbusy byly zakoupeny v letech 1946 (dva MANy), 1954 a 1956 (po jednom vozu Lowa).
První změnou v trolejbusové síti se stala v roce 1956 výstavba nácestné smyčky v Leumnitzu, díky níž bylo možné posílit provoz ve špičkách na nejvíce vytíženém úseku trati. Od roku 1960 byly do Gery dodávány československé vozy Škoda 8Tr (3 ks) a 9Tr (9 nových vozidel a dalších šest ojetých z Berlína a Drážďan). Roku 1964 bylo zprovozněno prodloužení tratě ze středu města na západ k nemocnici (délka 3,1 km), čímž dosáhla trolejbusová síť v Geře svého maxima. V roce 1973 byla kvůli stavebním pracím přemístěna původní smyčka z Platz der Republik do Flanzstraße. O rok později byla zrušena smyčka v Leumnitzu. Konec provozu v Geře nastal 14. září 1977, kdy vyjely trolejbusy do gerských ulic naposledy.